# Michel Baglin
Pour les articles homonymes, voir Baglin.
Michel Baglin est un écrivain et journaliste français né le 25 novembre 1950 à Nogent-sur-Marne (Val-de-Marne) et mort le 8 juillet 2019 à Toulouse. 
Poète, nouvelliste, essayiste et romancier, il est l'auteur de plus d'une trentaine d'ouvrages publiés chez divers éditeurs.

## Biographie
Michel Baglin a vécu à Champigny, en lisière de Joinville-le-Pont et de ses guinguettes, jusqu’en 1961 et au déménagement de ses parents à Romorantin. Il évoque ce passage d’un an, plutôt sombre, en Sologne dans Entre les lignes et Chemins d’encre. En 1962, ses parents s'installent à Toulouse, sa ville d’adoption, où il résidera désormais (à l’exception d’un séjour de sept années dans le Gers).
Durant et après ses études qu’il suit à Toulouse jusqu’à sa maîtrise de lettres modernes sur Roger Vailland, il exerce de nombreux « petits boulots » dans les gravières, les trains, la restauration, les supermarchés, sans oublier la représentation et l’Éducation nationale… Ces années sont aussi entrecoupées de périodes de chômage, jusqu’en 1977 : il devient alors journaliste, profession qu’il exerce jusqu’en 2009.
Guy Chambelland édite son premier recueil, Déambulatoire, en 1974.
Romancier (Lignes de fuite, Un sang d’encre, La Balade de l’escargot), il est aussi l’auteur de plusieurs recueils de nouvelles (dont Des ombres aux tableaux, la Part du Diable, Eaux Troubles, etc.), de récits (Entre les lignes, à La Table Ronde, Chemins d’encre, chez Rhubarbe) de deux essais (Poésie et pesanteur et La Perte du réel) et de plusieurs recueils poétiques dont L’Alcool des vents, paru au Cherche midi et réédité chez Rhubarbe, ou De chair et de mots, une anthologie personnelle au Castor astral.
Il a également publié sous le titre Les Chants du regard un album de 40 photos de Jean Dieuzaide qu’il a accompagnées de proses poétiques (éditions Privat).
Parallèlement à l’écriture, Michel Baglin a toujours eu une activité de critique, notamment à La Dépêche du Midi, où il a tenu une rubrique régulière durant plus de 18 ans, mais aussi pour les revues Autre Sud, Brèves, Europe, etc. ou encore Poésie 1, dont il a été membre du comité de rédaction.
Il a aussi créé et animé la revue et les éditions Texture, de 1980 à 1990, puis le site littéraire revue-texture.fr.
Il a été membre du jury international du prix Max-Pol-Fouchet pendant douze ans. Depuis 2017, il est membre de l'Académie Mallarmé.
Il est décédé le 8 juillet 2019. 

### Prix et distinctions
- 1988 : Prix Max-Pol-Fouchet

## Ses thèmes
Michel Baglin dit aimer la marche, le vagabondage dans les rues, et « s'efforce à ce que la vie et l'écriture soient le moins possible dissociées. » Il est proche en cela d'un André Hardellet qu'il vénère.
Parmi ses thèmes récurrents, le voyage et les faux-départs, l’univers ferroviaire, la quête du paysage, l’amour du réel malgré la difficulté à l’habiter et à être présent au monde, la recherche de l’échange avec autrui par le langage poétique, les petits bonheurs qui font la nique à la déréliction, comme « l’éclair d’un sourire dans une file d’attente ».

« J'écris sur une réalité qui ne cesse, il me semble, de se dérober, diluée par les habitudes, les rôles sociaux, les langages inadaptés. Mes personnages sont ainsi toujours un peu exilés et comme absents de leur propre vie, en proie à "la perte du réel". Ils ont pourtant soif de présence, des autres, envie de descendre dans le paysage, et cherchent désespérément à retrouver leur pesanteur intime, à s'incarner. La poésie est une réponse, une façon de se gagner l'ici-bas, qui n'est jamais acquis, de reprendre pied sur une terre pleine, un monde inépuisable que les mots tiennent à distance mais avec lequel ils nous permettent aussi, paradoxalement, de renouer. »

## Ouvrages

### Ouvrages personnels
- Déambulatoire, poésie (Chambelland) 1974
- Masques nus, poésie (Chambelland) 1976
- L'Ordinaire, poésie (Traces) 1977
- L'Innocence de l'ordre, nouvelles (Atelier du Gué) 1981
- François de Cornière, essai (Atelier du Gué) 1984
- Poésie et Pesanteur, essai (Atelier du Gué) 1984, réédition augmentée en 1992
- Jour et Nuit, poésie (Le Pavé) 1985
- Le Ghetto des squares, nouvelles (Soc et foc) 1985
- Quête du poème, poésie (Texture) 1986
- Ruptures, nouvelles (Texture) 1986
- Les Mains nues, poésie (L'Âge d'homme) 1988. Préface de Jérôme Garcin. Prix Max-Pol-Fouchet 1988
- Lignes de fuite, roman (Arcantère) 1989
- Des ombres aux tableaux, nouvelles (SPM) 1994
- L'Obscur Vertige des vivants, poésie (Le Dé bleu) 1994
- La Perte du réel, des écrans entre le monde et nous, essai (N&B) 1998
- Un sang d'encre, roman (N&B) 2001
- Entre les lignes, récits (La Table Ronde) 2002. Prix Gourmets de Lettres, rééd. (Le Bruit des autres) 2015
- L'Alcool des vents, poésie (Cherche-Midi) 2004. Réédition par Rhubarbe en 2010. Rééd. (Rhubarbe), 2019
- Lettre de Canfranc, récit (Rhubarbe) 2005
- Les Chants du regard, poèmes sur 40 photographies de Jean Dieuzaide (Privat) 2006
- Les Pages tournées suivi de Adolescent chimérique et de L'Étranger, poésie (Fondamente) 2007
- Les Pas contés, carnets de Cerdagne, récit (Rhubarbe) 2007
- Chemins d’encre, récits & carnets (Rhubarbe) 2009, rééd. 2016
- La Balade de l’Escargot, roman (Pascal Galodé) 2009
- De chair et de mots, poésie (Le Castor astral) 2012
- Un présent qui s'absente, poésie (éditions Bruno Doucey) 2013
- La Part du diable, nouvelles, Éditions Le bruit des autres 2013
- Dieu se moque des lèche-bottes, farce théâtrale, Éditions Le bruit des autres 2014
- Loupés russes, nouvelle (Rhubarbe) 2014
- Eaux troubles, nouvelles (Petra) 2016
- Lettres d'un athée à un ami croyant, fiction épistolaire (éd. Henry) 2017
- La Perte du réel, des écrans entre le monde et nous, essai (éd. Rhubarbe) 2019
- "Les mots nous manquent", poèmes inédits, (Rhubarbe), 2019

### Ouvrages collectifs
- Garonne en Pays toulousain, album (La Part des anges) 2000
- 13, rue Carençà, roman (Éditions du Ricochet) 2000
- Toulouse sang dessus dessous, recueil de nouvelles (Loubatières) 2001
- Quelques songes de Prométhée, recueil (Éditions du Rocher) 2001
- Sang pour sang Toulouse, recueil de nouvelles (Le Corbeau) 2001
- Raffuts, recueil de nouvelles (Le Corbeau) 2006
- Les mots de l’exil en mémoire, recueil, (Privat) 2007
- Les Riverains du feu, anthologie (Le Nouvel Athanor) 2009
- Ton monde est le mien, recueil Atelier Imaginaire (Le Castor astral) 2009
- La Femme est un songe, recueil (l’Aiguille) 2010
- Garonne, recueil, (Le Corbeau) 2010
- Nous, la multitude, recueil (Le Temps des cerises) 2010
- L’Autan des nouvellistes. Dix-sept écrivains toulousains, Recueil collectif (Atelier du Gué) 2013
- Sacré Noël, recueil de nouvelles collectif. (Ska éd.) 2013 (livre numérique)
- Noir-express, recueil de nouvelles policières collectif. (Le Bruit des autres éd.) 2014
- Participation à de nombreuses revues et anthologies (NRF, École des loisirs, Vagabondages, L'Age d'Homme, Poésie 1, Sud, Brèves, Europe, Le Journal des Poètes, livres scolaires au Québec, anthologie en Roumanie, etc.)
- Dossiers dans les revues Décharge no 140 et Friches no 104
- Dossier central du n° 22 (entretien avec Marie-Josée Christien) de la revue annuelle Spered Gouez / L'Esprit sauvage (2016)

## Commentaires
« La poésie de Baglin n’est pas une figure de rhétorique, c’est la célébration panthéiste, jusqu’à la gourmandise chère à Colette, du monde palpable que traverse le nomade. […] Il restitue au réel, gagné de plus en plus par la superfluité, son épaisseur originelle. C’est du naturalisme solaire allié à la force d’un paganisme serein. »

— Jérôme Garcin

« Entre les lignes n’est pas un livre sur la cocaïne mais sur les chemins de fer. C’est le vingt-troisième ouvrage de Michel Baglin, qui écrit depuis 1974. Il est temps que vous lisiez ce poète. Il écrit doucement bien, avec une gourmandise tranquille. Ce prosateur sincère, délicat et subtil ne s’est pas pressé, sauf pour attraper un train – dépêchez-vous quand même de le lire ! Le train, c’est l’enfance. […] Dans tout bon livre doit passer une vie, celle de l’auteur et par conséquent celle du lecteur, la morale étant bien sûr que nous avons tous la même vie. Baglin écrit à notre place ce que nous savons sur le train. Entre les lignes procure ce petit enchantement printanier qui consiste à découvrir encore, après trente-cinq ans de lectures, un écrivain qu’on ne connaissait pas et qu’on aimera toute la vie. C’est donc quand même un peu de la cocaïne ! »

— Patrick Besson, Le Figaro littéraire

« Ce serait gageure de vouloir dissocier chez Baglin l’approche du monde de l’approche de la langue, car il est net que celles-ci s’enrichissent mutuellement d’un écart qui bourdonne du silence d’une énigme […]. Lire Baglin, c’est aussi une invite à se réconcilier, avec la vie, avec soi-même, dans l’irradiement d’une parole fine et chaleureuse. »

— Marie-Claire Courcelles